# Анджела Дейгл
Анджела Дейгл-Боуен (англ. Angela Daigle-Bowen; нар. 28 травня 1976) — американська легкоатлетка, яка спеціалізувалася на спринті.

## Спортивні досягнення
Чемпіонка світу з естафетного бігу 4×100 метрів (2005).
Чемпіонка Панамериканських ігор з естафетного бігу 4×100 метрів (2003).
Чемпіонка США в приміщенні з бігу на 60 метрів (2005).
Фіналістка (6-і місця) чемпіонатів США з бігу на 100 метрів (2003, 2004, 2005) та 200 метрів (2005).